# (4485) Radonezhskij
(4485) Radonezhskij (1987 QQ11) – planetoida z pasa głównego asteroid okrążająca Słońce w ciągu 5,23 lat w średniej odległości 3,01 j.a. Odkryta 27 sierpnia 1987 roku.